# River of Grass
River of Grass es una película de 1994 escrita y dirigida por Kelly Reichardt. Fue seleccionada para los festivales de Sundance y Berlín, y estuvo nominada para el premio del jurado en Sundance y a tres Premios Independent Spirit en 1996.
La película está ambientada en los condados de Broward y Miami-Dade, entre Miami y Everglades (llamado "el río de pasto"). Una pareja local se ve involucrada en un tiroteo y tratan de abandonar el sur de Florida pero les falta el dinero para hacerlo.

## Temática y concepción
Reichardt creció en la zona de Florida que describe la película. Ella ha descrito la película como "una road movie sin la carretera, una historia de amor sin el amor y una historia sobre crimen sin el crimen". Sus siguientes películas, como Wendy and Lucy y Meek's Cutoff, tienen temáticas similares, de gente intentando abandonar un lugar pero frustrados por su falta de recursos. Sobre ese tema, Reichardt dijo: "Supongo que solo es una buena situación para diferentes tipos de búsquedas: hacerse preguntas, buscar el próximo lugar para ir, preguntarse que estás buscando, que estás abandonando. Todas esas cosas son buenas como base para llegar desde el punta A al B".

## Festivales y estreno
River of Grass debutó en la competición del Festival de Cine de Sundance en enero de 1994, y más tarde fue proyectada en el Festival de Cine de Berlín en febrero del mismo año. Su estreno en el cine fue en The Public Theater en Nueva York el 4 de agosto de 1995, y fue seguido de un estreno en cines selectos de Estados Unidos el 13 de octubre de 1995. Fue proyectada en el Buenos Aires Festival Internacional de Cine Independiente el 30 de marzo de 2009.

## Recibimiento
El crítico Stephen Holden de The New York Times dijo que River of Grass tiene "la apariencia y la sensación de una sofisticada película casera con gente común y corriente en vez de actores". Elogió la evocación a "un sentimiento de sofocante hastío", pero criticó la trama como "contada por encima" y el diálogo como muy "incompleto" como para que la película forme una unidad.